# Japan Transocean Air
Japan Transocean Air (Japans: 日本トランスオーシャン航空, Nihon Toransuōshan Kōkū, afgekort als JTA) is een Japanse luchtvaartmaatschappij met thuisbasis in Naha, Okinawa.

## Geschiedenis
Japan Transocean Air werd opgericht in 1967 als Southwest Air Lines (南西航空, Nansei Kōkū) door Japan Airlines om vluchten uit te voeren vanuit Okinawa. In 1993 werd de naam gewijzigd in Japan Transocean Air.

## Vloot
De vloot van Japan Transocean Air bestaat uit: (mei 2017)
| Vliegtuig      | Aantal |
| -------------- | ------ |
| Boeing 737-400 | 11     |
| Boeing 737-800 | 4      |